# San Antonio
San Antonio je druhé nejlidnatější město v americkém státě Texas a sedmé nejlidnatější město ve Spojených státech. V roce 2010 zde žilo více než 1,3 milionu obyvatel. V metropolitní oblasti města žije přes 1,8 milionu obyvatel, což je neobvykle málo. Ve Spojených státech je počet obyvatel v aglomeraci většinou několikrát větší, než počet obyvatel města. San Antonio je sídlo Bexar County a rozloha města je 1067,3 km².
V San Antoniu se nachází několik významných nemocnic a výzkumných lékařských zařízení. Farmaceutický průmysl je takřka jediným průmyslem.
Největší základna amerického letectva je právě v San Antoniu – Lackland Air Force Base. Ročně tam prodělá výcvik přibližně 40 000 příslušníků americké US Air Force. Tato základna rovněž školí příslušníky členských států NATO včetně ČR.
Pevnost Alamo byla svědkem bitvy Američanů o Texas.

## Demografie
Podle sčítání lidu z roku 2010 zde žilo 1 327 407 obyvatel.

### Rasové složení
- 72,6 % bílí Američané
- 6,9 % Afroameričané
- 0,9 % američtí indiáni
- 2,4 % asijští Američané
- 0,1 % pacifičtí ostrované
- 13,7 % jiná rasa
- 3,4 % dvě nebo více ras

Obyvatelé hispánského nebo latinskoamerického původu, bez ohledu na rasu, tvořili 63,2 % populace.

## Univerzita
University of Texas in San Antonio byla založena v roce 1969. není nástupnickou školou zrušené College církve metodistů. 

## Sport
NBA: San Antonio Spurs

## Slavní rodáci
- Joan Crawfordová (1904–1977), americká filmová, divadelní a televizní herečka
- Edward Higgins White (1930–1967), první americký astronaut, který uskutečnil výstup do vesmíru, tragicky zahynul na palubě Apolla 1
- David Scott (* 1932), bývalý vojenský letec a astronaut NASA
- Rodney Alcala (1943–2021), americký sériový vrah
- Christopher Cross (* 1951), americký zpěvák a kytarista
- Rick Riordan (* 1964), americký spisovatel, autore známé knižní série Percy Jackson a Olympané
- Robert Rodriguez (* 1968), americký filmový režisér, producent a scenárista
- Julian Castro (* 1974), americký advokát a politik, starosta San Antonia
- Steve Howey (* 1977), americký herec
- Michelle Rodriguezová (* 1978), americká herečka
- Summer Glau (* 1981), americká herečka a tanečnice
- Jared Padalecki (* 1982), americký herec
- Ally Brooke Hernandez (* 1993), americká zpěvačka, členka skupiny Fifth Harmony
- Megan Thee Stallion (* 1995), americká rapperka
- Austin Mahone (* 1996), americký popový zpěvák

## Partnerská města
- Čennaí, India
- Drážďany, Německo
- Galilea, Izrael
- Guadalajara, Mexiko
- Gwangju, Jižní Korea
- Kao-siung, Tchaj-wan
- Kumamoto, Japonsko
- Las Palmas de Gran Canaria, Španělsko
- Monterrey, Mexiko
- Santa Cruz de Tenerife, Španělsko